# Ростральна кістка

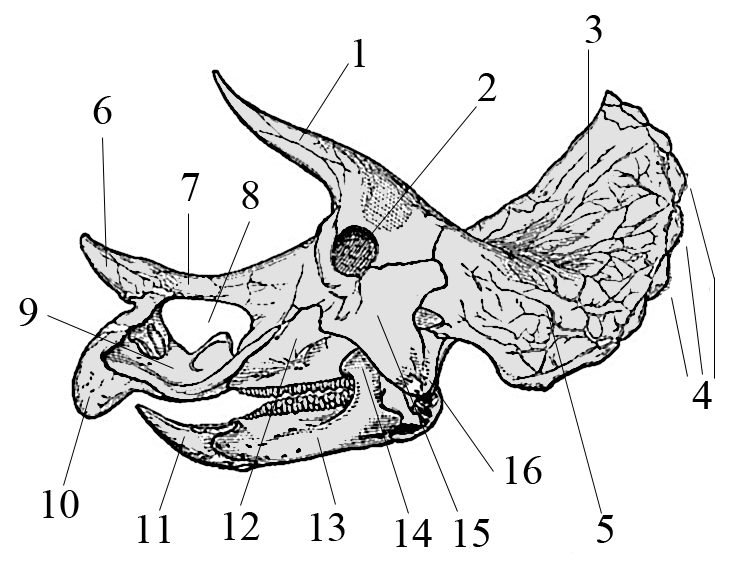
Череп трицератопса. 10 — ростральна кістка

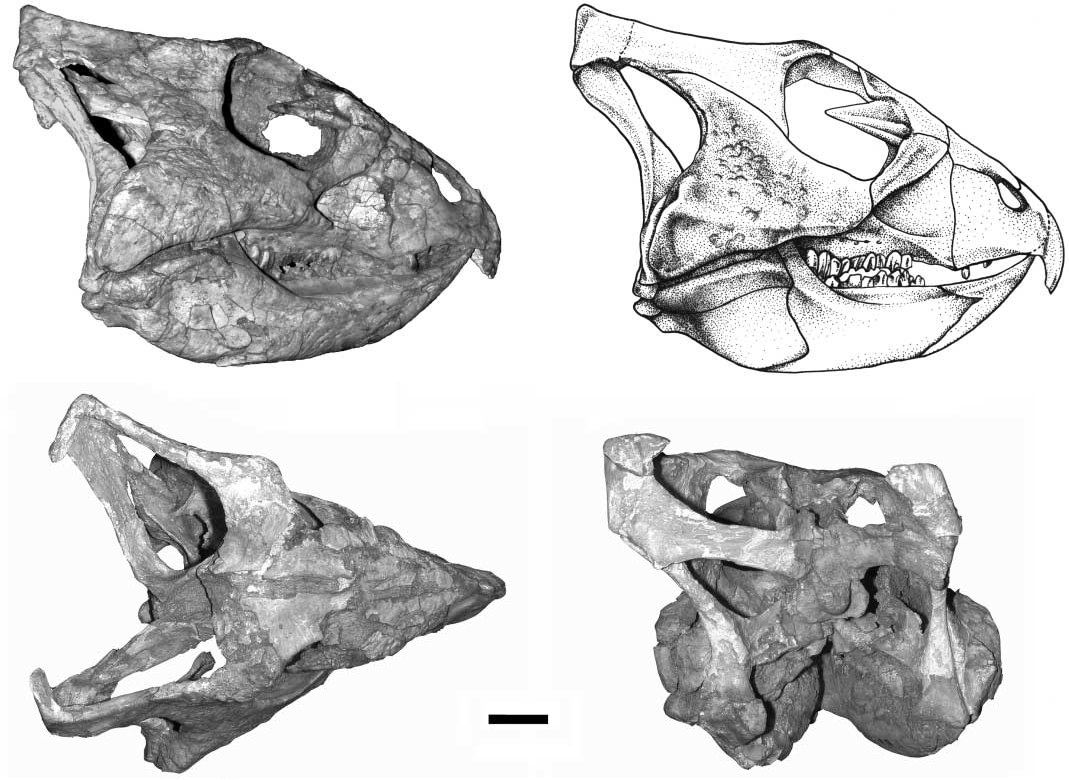
Череп Archaeoceratops oshimai. Ростральну кістку видно на кінчику морди.

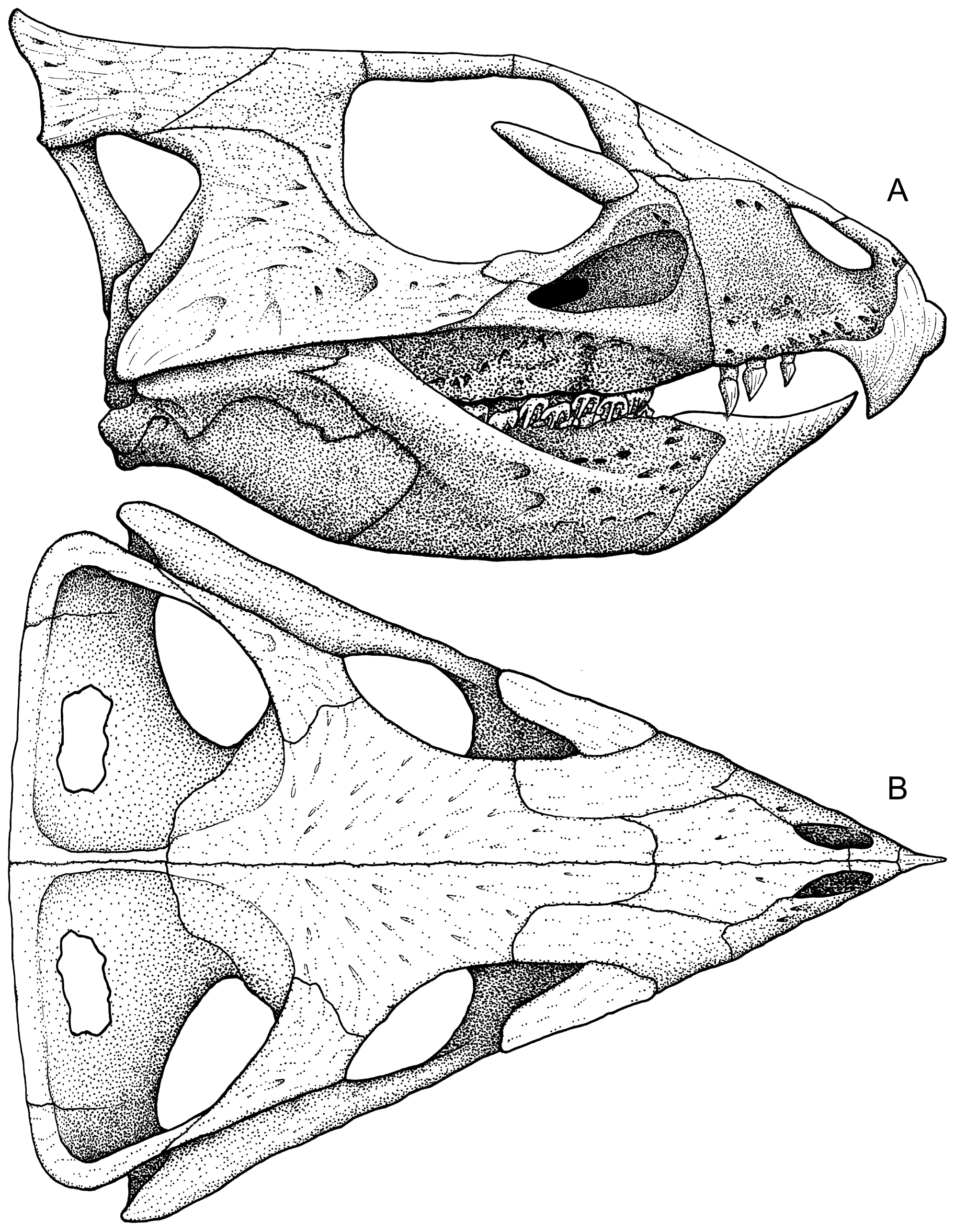
Череп Aquilops americanus. Ростральну кістку видно на кінчику морди.

Ростральна кістка (англ. rostral bone) — беззуба дорсальна кістка скелету дзьоба, унікальна (автапоморфія) для цератопсів (рогатих динозаврів).
У пситтакозаврових (Psittacosauridae) ростральна кістка тонка у сагітальній площині і формує опуклий щит, що накриває трикутну поверхню суміжної передщелепної кістки. Ростровентральний кінець круглий у дорсальному вигляді і не загнутий вентрально, тобто не формує загостреного дзьоба. Кістка також межує із ростровентральними відростками 
носових кісток.
У базальних неоцератопсій (Neoceratopsia), ростральна кістка сильно стиснена поперечно і виступає рострально за ростральний кінчик нижньої щелепи. Шовного з'єднання між ростральною і носовими кістками нема. У Archaeoceratops і Protoceratops вентральний край ростральної кістки сильно загнутий ростровентрально, натомість у Leptoceratops вентральний край горизонтальний і з відносно довгими каудолатеральним відростками.